# ألتو
ألتو هي سيارة عائلية صغيرة الحجم قامت شركة سوزوكي اليابانية بإطلاقها لتدخل بها عالم السيارات العائلية الصغيرة ذات السعر الرخيص والاستهلاك القليل للوقود، حيث قامت سوزوكي بإطلاق الجيل الأول من ألتو عام 1979 وصولاً إلى الجيل السابع الذي أطلقته سوزوكي للأسواق عام 2009 .<ref>
حظي طراز ألتو بشكل خارجي جديد تمثل بمقدمة احتوت على شبك تهوية شبه مستطيل مزين بشعار سوزوكي وعلى أضواء أمامية أكثر جرأة وصادم رياضي يحتوي على فتحى تهوية كبيرة وأضواء ضباب دائرية على طرفيه، كما وتميزت سوزوكي ألتو أيضاً عن الطراز السابق بأضواء خلفية جديدة وباب خلفي جديد معاد تصميمه بالإضافة إلى جوانب ذات خطوط تصميمة جديدة.
أما مقصورة سوزوكي ألتو الداخلية فمزودة بنظام تكييف وتدفئة، ونوافذ كهربائية بالإضافة إلى عدادات واضحة الرؤيا ومقود جديد ثلاثي الأضلع وكونسول وسطي جديد يحتوي على أزرار التحكم بنظام التكيف والنظام الصوتي ومشغل أقراص CD.

## وصلات خارجية
- تقرير سوزوكي التو